# Biblioteca Florestan Fernandes
A Biblioteca Florestan Fernandes é parte da Faculdade de Filosofia, Letras e Ciências Humanas da Universidade de São Paulo (SBD/FFLCH/USP), e tem como missão promover o acesso e incentivar o uso e a geração da informação, contribuindo para a qualidade do ensino, pesquisa e extensão, na Área de Humanidades. Concentrando uma diversificada coleção de obras, a Biblioteca Florestan Fernandes possui o maior acervo da USP (são 619.223 itens no total), especializado nas áreas de Humanidades e Ciências Sociais. A biblioteca integra o Sistema Integrado de Bibliotecas da Universidade de São Paulo, que unifica as bases de dados das bibliotecas da USP, com o propósito de facilitar o acesso de seu acervo pela comunidade acadêmica.

## História
No ano de 1934, dá-se início ao funcionamento da Faculdade de Filosofia, Ciências e Letras, um dos núcleos fundadores da recém inaugurada Universidade de São Paulo. Um acervo começa a ser formado nesse ano, e em 1937 é instalada a primeira biblioteca na Rua da Consolação, 16. Nos anos subsequentes, a biblioteca é transferida mais duas vezes: em 1938, para um prédio na Alameda Glete; em 1939, para o prédio da Escola Caetano de Campos, na Praça da República. Em 1947, a biblioteca muda de local novamente, desta vez para o prédio da Faculdade na Rua Maria Antonia, 258, e lá permanece até sua transferência definitiva para a Cidade Universitária, campus Butantã, entre os anos de 1967 e 1968.
Em 1970 ocorre a separação dos acervos, de acordo com a Reforma Universitária, permanecendo na FFLCH as bibliotecas departamentais e aquelas ligadas aos Centros de Estudos. Em 1973, constitui-se a primeira comissão de bibliotecas da FFLCH/USP, e em 1975 é aprovada a unificação das bibliotecas da FFLCH. Um programa para construção de um prédio central reunindo os acervos é apresentado no ano de 1976.
A unificação só começou a tomar corpo definitivamente em 1987, a partir da criação do Serviço de Biblioteca e Documentação (SBD), que congregava as quatro bibliotecas existentes na época: a de História, Geografia, Filosofia e Ciências Sociais e a de Letras. Em 1991 ocorre a inauguração do primeiro módulo da Biblioteca Central, integrando os acervos de Letras e dos Serviços Técnicos e Administrativos. No ano de 2001 é inaugurado o segundo módulo, para a integração dos acervos de Filosofia e Ciências Sociais. Entre 2003 e 2004, dá-se a construção do terceiro e último módulo, com a integração dos acervos de Geografia e História.
Por fim, em 2005, é inaugurada a Biblioteca da FFLCH-USP com acervo unificado, recebendo o nome de Biblioteca Florestan Fernandes, em homenagem ao sociólogo Florestan Fernandes, que por muito tempo atuou como professor da faculdade.

## Organização e Funcionamento
Após a unificação de sua infra-estrutura física, a Biblioteca passou a integrar todos os seus serviços em um único local, passando também por uma reestruturação administrativa. A biblioteca conta com a divisão em cinco serviços:
- Serviço de Atendimento ao Usuário (SAU): serviço responsável por toda a etapa de circulação de livros e outros materiais, incluindo empréstimo, guarda de material e organização do acervo. Além dessas tarefas, o serviço cuida da organização da coleção didática (bibliografia que os professores indicam para o andamento de disciplinas), Empréstimo entre Bibliotecas (EEB) nacional e internacional, comutação bibliográfica, orientações sobre a organização e serviços prestados pela biblioteca e auxílio para localização de materiais. Realiza periodicamente visitas orientadas, voltadas para a apresentação dos recursos bibliográficos e organização física da biblioteca, bem como treinamentos para o uso de catálogos eletrônicos, bases de dados e pesquisa bibliográfica em geral;[6][7]
- Serviço de Aquisição e Intercâmbio (SAI): serviço encarregado da seleção, compra e recebimento de tudo o que compõe o acervo da Biblioteca, como livros, periódicos e teses, dentre outros tipos de suporte. É responsável também pelo recebimento de doações de material bibliográfico, que no caso da Biblioteca Florestan Fernandes podem atingir a média anual de 10 mil obras. Também é neste setor que é realizada a catalogação dos periódicos que fazem parte da coleção da Biblioteca;[6][7]
- Serviço Técnico de Livros (STL): a finalidade deste serviço é disponibilizar informações sobre o acervo da Biblioteca, encarregando-se diretamente de sua organização. As atividades principais desenvolvidas pelo STL estão ligadas à descrição de livros e materiais audiovisuais, feita no processo de catalogação, e a identificação dos assuntos das obras tratadas, concretizada nos processos de indexação e classificação, que determinarão a disposição dos itens no acervo;[6][7]
- Produção Científica Docente (PCD): serviço responsável pela coleta e catalogação da produção bibliográfica dos docentes da Faculdade, num trabalho ligado à construção da memória institucional. Capítulos de livros escritos pelos professores da FFLCH, bem como artigos de jornais e revistas, trabalhos publicados em eventos, entrevistas e participações de co-autoria (tradução, organização ou edição de obras, por exemplo), constituem o acervo tratado por este serviço. Além do tratamento desse tipo de material, o setor faz a catalogação das dissertações e teses defendidas na Faculdade, elabora fichas catalográficas para publicações da FFLCH, dissertações e teses, e ainda controla o acesso às obras raras e especiais existentes na biblioteca, cujo acervo inclui primeiras edições de Machado de Assis, obras completas de Voltaire e uma coleção particular doada pelo professor emérito Antonio Candido;[6][7]
- Serviço de Apoio Técnico e Administrativo (SAT): a responsabilidade deste serviço está ligada ao suporte nas seguintes áreas : tecnologia da informação, projetos, planejamento, conservação do acervo e infra-estrutura. Assim, o serviço coordena a instalação, manutenção e atualização de equipamentos informáticos e softwares usados pela Biblioteca, desenvolve e coordena os projetos especiais, além de acompanhamento da definição de políticas e estratégias para atuação da Biblioteca, procedimento realizado anualmente. Atividades de higienização de materiais bibliográficos, pequenos reparos físicos em livros e encadernação também fazem parte do escopo de atuação do serviço,  bem como as atividades ligadas ao acompanhamento da manutenção do prédio, limpeza e zeladoria.[6][7]

## Acervo

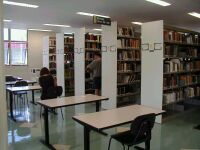
Acervo da biblioteca.

O acervo da Biblioteca Florestan Fernandes é bastante diversificado, reunindo uma ampla gama de títulos em variados suportes. Conforme dados de 2016, o acervo é formado por:
- Livros: 374.016
- Multimeios (CD, DVD, VHS): 3.339
- Teses e dissertações: 15.604
- Periódicos (revistas): 185.185 fascículos
- Outros tipos de materiais (folhetos, kits): 41.079
- Total de itens do acervo: 619.223

O acervo destaca-se ainda pela presença de um número expressivo de obras raras e especiais, compostas por diferentes núcleos: Coleção doada pelo Governo Português, Coleção Brasiliana, Séries em Latim, Coleção Fidelino Figueiredo, Coleção Antonio Candido, Coleção Anatol Rosenfeld e outros títulos nacionais e estrangeiros reunidos ao longo do tempo. Outras coleções particulares doadas à Biblioteca, como a Coleção Ilana Blaj, também constituem uma parte representativa do acervo. A Universidade de Meiji, universidade do Japão, também já doou livros para a biblioteca.

## Serviços Oferecidos

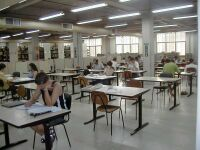
Sala de estudos

- Seleção e aquisição de material bibliográfico (compras e doações);[6]
- Tratamento da informação (indexação e catalogação do material bibliográfico no catálogo Dedalus;
- Coleta e catalogação da Produção Científica da FFLCH/USP no Dedalus;
- Catalogação de dissertações e teses no Dedalus e na Biblioteca Digital de Teses e Dissertações da USP;
- Tecnologia da informação e Projetos especiais;
- Serviço de Atendimento ao Usuário
- Acesso à informação:[6]
  - Consulta direta ao acervo;
  - Levantamentos bibliográficos em bases de dados nacionais e internacionais;
  - Empréstimo domiciliar (exclusivo à comunidade universitária);
  - Empréstimo entre bibliotecas - acesso ao material bibliográfico existente em outras bibliotecas, tanto no âmbito nacional quanto internacional;
  - Comutação bibliográfica nacional e internacional - localização e obtenção de cópias de documentos que não estão disponíveis no acervo da biblioteca;
  - Base de dados - consulta a base de dados de periódicos e livros eletrônicos para recuperação de literatura internacional na área de Humanidades e Ciências Sociais;
  - Serviço de cópia de materiais bibliográficos (serviço sujeito a verificação conforme Lei de Direitos autorais e resolução da USP n. 5213, de 2 de junho de 2005);
  - Atendimento assistido aos usuários na sala de Obras Raras / Especiais e na sala de Materiais Especiais;
  - Orientação ao usuário - assistência e orientação quanto ao uso dos recursos da biblioteca e apresentação de trabalhos acadêmicos, dissertações e teses;
  - Normalização de publicações - auxílio na padronização dos trabalhos técnicos e científicos.